# Тирч плямистоволий
Тирч плямистоволий (Cichladusa guttata) — вид горобцеподібних птахів родини мухоловкових (Muscicapidae). Мешкає в Східній Африці.

## Підвиди
Виділяють три підвиди:
- C. g. guttata (Heuglin, 1862) — Південний Судан, північний схід ДР Конго, Уганда, північно-західна Кенія;
- C. g. intercalans Clancey, 1986 — від південно-західної Ефіопії до центральної Кенії і центральної Танзанії;
- C. g. rufipennis Sharpe, 1901 — південне Сомалі, східна Кенія, північно-східна Танзанія.

## Поширення і екологія
Плямостоволі тирчі живуть в сухих саванах, сухих тропічних лісах і чагарникових заростях, в садах і на плантаціях.